# Stormlord
Stormlord – włoski zespół tworzący muzykę z gatunku black metal. Powstał w roku 1991. Nagrali do tej pory 4 pełne albumy. W utworach często słyszalne są klawisze, co daje zespołowi dźwięk upodabniający ich do power metalu.
Większość ich piosenek dotyczy mitologii greckiej lub wojen. Wokalista, Cristiano Borchi, śpiewa dwoma różnymi głosami. Jeden z nich jest wysoki i typowo black metalowy. Drugi natomiast jest bardzo niski i może przypominać death metal.
Zespół zdobył sławę wypuszczając w 2004 roku teledysk do utworu "Under The Boards". Nagranie zawiera bardzo duże ilości krwi i przemocy. Zostało zakazane w większości stacji telewizyjnych.

## Członkowie

### Teraźniejsi członkowie
- Cristiano Borchi – śpiew
- Andrea Angelini – gitara
- Gianpaolo Caprino – gitara, klawisze, czysty śpiew
- Francesco Bucci – gitara basowa
- David Folchitto – perkusja

### Byli członkowie
- Pierangelo Giglioni – gitara (1997–2010)
- Claudio Di Carlo – gitara (1991–1994)
- Riccardo Montanari – perkusja (1991–1994)
- Andrea Cacciotti – gitara (1993–1995)
- Dario Maurizi – gitara (1995)
- Gabriele Valerio – perkusja (1995)
- Fabrizio Cariani – klawisze (1995–1999)
- Marcello Baragona – perkusja (1995–1999)
- Dux Tenebrarum – gitara (1997)
- Raffaella Grifoni – śpiew (1997)
- Simone Scazzocchio – klawisze
- Luca Bellanova – klawisze

## Dyskografia

### Pełne albumy
- Supreme Art of War (1999)
- At the Gates of Utopia (2001)
- The Gorgon Cult (2004)
- Mare Nostrum (2008)
- Hesperia (2013)
- Far (2019)

### EP
- Under The Sign Of The Sword (1997)
- Where My Spirit Forever Shall Be (1998)
- The Curse Of Medusa (2001)

### Dema
- Demo 1992 (1992)
- Black Knight (1993)
- Promo 1997 (1997)

### DVD
- The Battle Of Quebec City: Live In Canada (2007)

### Kompilacje
- The Legacy – 17 Years Of Extreme Epic Metal (2008)